# Giovanni Bettolo
Giovanni Bettolo (né le 25 mai 1846 à Gênes et mort le 14 avril 1916 à Rome) est un amiral et un homme politique du royaume d'Italie, nommé plusieurs fois ministre de la Marine.

## Biographie
Officier de la Regia Marina, Giovanni Bettolo contribue à la reconstruction de la flotte italienne après les événements de 1866. Élu député en 1890, il devient ministre de la Marine (1899-1900, 1903 et 1909-1910) et est nommé amiral de la flotte en 1907.